# 양우회
양우회(陽友會)는 대한민국 국가정보원 직원의 생활증진과 복지향상을 도모하기 위하여 설립된 사단법인이다. 사무실은 서울특별시 송파구에 있는 것으로 알려져 있다.

## 연혁
- 1970년 9월 양우공제회 설립
- 2015년 3월 11일 양우회로 명칭 변경

## 사건 및 논란

### 국가공무원법 위반 논란
양우회는 공무원 신분인 국가정보원 기획조정실장이 이사장을 겸임하고 있고, 영리성 사업에도 관여해 왔다. 이와 관련 정치권과 시민단체 등은 수차례 "현직 공무원의 영리 행위가 법으로 금지돼 있는데도 사실상의 영리 행위를 편법으로 자행하고 있다"며 골프장 사업과 금융권 투자, 기금규모 등에 대한 정보를 국가정보원에 요구했지만, 기밀이라는 이유로 번번이 거부당했다.
이에 대해 한 부장판사 출신 변호인은 "한국교직원공제회나 군인공제회는 교직원공제회법, 군인공제회법 등 법에 따라 설립된 특수법인이고 법 취지에 따라 수익활동을 하는데 양우회는 이러한 설립근거가 없다고 볼 수 있고, 그렇다면 일종의 투자단체에 해당하므로 국가공무원법 저촉 등의 문제가 있을 수 있다"고 말했다.
또한, 민주사회를 위한 변호사 모임의 김용민 변호사는 "공무원이 직위를 통해 얻은 정보를 수익을 내는 데 이용하는 것을 막고자 법으로 공무원의 수익활동을 금지하는 것이고 같은 이유에서 한국교직원공제회나 군인공제회도 자산운용은 외부인에 맡긴다"고 설명했다. 이어 "양우회는 설립근거가 없을뿐더러 국가정보원 직원은 다른 공무원보다 고급 정보를 쉽게 얻을 수 있는데 이렇게 수익활동을 한다는 것은 국가공무원법을 어기는 것"이라고 덧붙였다.
한편, 국가정보원 측은 “양우공제회는 법인 설립을 규정한 민법 제3장에 따라 법인을 세웠다”고 강조한다. 국가정보원이 이렇게 주장하는 것은 다른 정부기관도 민법에 의거해 공제조합을 세운 사실이 있기 때문이다. 정보통신부의 체신공제조합과 철도청의 철도청공제조합이 이에 해당한다. 현직 직원들의 이사진 참여에 대해서는 “현실적으로 어쩔 수 없는 상황”이라고 주장한다.

### 90억원 규모 기금 횡령
2006년 5월 서울북부지방검찰청 등에 따르면 국가정보원 상조회 역할을 하는 양우공제회는 기금의 일부를 서울 농협 면목동지점에 국가정보원이 대외적인 이름으로 썼던 모 잡지사 이름으로 예치해 관리해왔다. 그런데 이 돈을 관리해온 농협 직원 2명이 2000년 10월과 2002년 1월에 각각 60억원과 30억원씩 몰래 인출해 사용한 것이다. 축협 지점장으로 근무하던 1998년부터 국가정보원 상조회 계좌를 관리해온 지씨는 2000년 7월 축협이 농협으로 통합되고 지점을 옮긴 이후에도 이 계좌를 도맡아 관리해오다가 기금을 개인 주식투자 등에 사용한 것으로 알려졌다. 이에 따라 서울북부지방검찰청 형사6부는 두 사람을 구속기소하였다.

## 같이 보기
- 양지회